# Bay County, Michigan
Bay County är ett administrativt område i delstaten Michigan, USA. År 2010 hade county 107 771 invånare. Den administrativa huvudorten (county seat) är Bay City. 

## Geografi
Enligt United States Census Bureau så har countyt en total area på 1 634 km². 1 150 km² av den arean är land och 483 km² är vatten. 

### Angränsande countyn
- Arenac County - nord
- Gladwin County - nordväst
- Tuscola County - sydost
- Midland County - väst
- Saginaw County - syd